# Atractosoma cavannae
Atractosoma cavannae är en mångfotingart som beskrevs av Filippo Silvestri 1898. Atractosoma cavannae ingår i släktet Atractosoma och familjen knöldubbelfotingar. Inga underarter finns listade i Catalogue of Life.